# Sioux County (North Dakota)
Sioux County ist ein County im Bundesstaat North Dakota der Vereinigten Staaten. Der Verwaltungssitz (County Seat) ist Fort Yates. Das gesamte County ist Teil der Standing Rock Reservation, welches sich auch über Teile von South Dakota erstreckt.

## Geographie
Das County liegt im Süden von North Dakota, grenzt an South Dakota und hat eine Fläche von 2922 Quadratkilometern, wovon 89 Quadratkilometer Wasserfläche sind. Es grenzt im Uhrzeigersinn an folgende Countys: Morton County, Emmons County, Corson County (South Dakota), Adams County und Grant County.

## Geschichte
Sioux County wurde 1915 gebildet. Benannt wurde es nach dem nordamerikanischen Indianervolk der Sioux.

## Demografische Daten

Alterspyramide des Sioux County

Nach der Volkszählung im Jahr 2000 lebten im Sioux County 4.044 Menschen in 1.095 Haushalten und 871 Familien. Die Bevölkerungsdichte betrug 1 Einwohner pro Quadratkilometer. Ethnisch betrachtet setzte sich die Bevölkerung zusammen aus 84,59 Prozent amerikanischen Ureinwohnern, 14,34  Prozent Weißen, 0,02 Prozent Afroamerikanern, 0,02 Prozent Asiaten, 0,05 Prozent Bewohnern aus dem pazifischen Inselraum und 0,07 Prozent aus anderen ethnischen Gruppen; 0,89 Prozent stammten von zwei oder mehr Ethnien ab. 1,61 Prozent der Bevölkerung waren spanischer oder lateinamerikanischer Abstammung.
Von den 1.095 Haushalten hatten 48,9 Prozent Kinder und Jugendliche unter 18 Jahre, die bei ihnen lebten. 39,1 Prozent waren verheiratete, zusammenlebende Paare, 29,1 Prozent waren allein erziehende Mütter, 20,4 Prozent waren keine Familien, 16,6 Prozent waren Singlehaushalte und in 4,4 Prozent lebten Menschen im Alter von 65 Jahren oder darüber. Die Durchschnittshaushaltsgröße betrug 3,63 und die durchschnittliche Familiengröße lag bei 3,98 Personen.
Auf das gesamte County bezogen setzte sich die Bevölkerung zusammen aus 40,3 Prozent Einwohnern unter 18 Jahren, 11,1 Prozent zwischen 18 und 24 Jahren, 26,9 Prozent zwischen 25 und 44 Jahren, 16,2 Prozent zwischen 45 und 64 Jahren und 5,6 Prozent waren 65 Jahre alt oder darüber. Das Durchschnittsalter betrug 24 Jahre. Auf 100 weibliche Personen kamen 104,2 männliche Personen. Auf 100 Frauen im Alter von 18 Jahren oder darüber kamen statistisch 99,7 Männer.
Das jährliche Durchschnittseinkommen eines Haushalts betrug 22.483 USD, das Durchschnittseinkommen der Familien betrug 24.000 USD. Männer hatten ein Durchschnittseinkommen von 22.039 USD, Frauen 19.458 USD. Das Prokopfeinkommen betrug 7.731 USD. 33,6 Prozent der Familien und 39,2 Prozent Familien lebten unterhalb der Armutsgrenze. Davon waren 44,4 Prozent Kinder oder Jugendliche unter 18 Jahre und 25,8 Prozent waren Menschen über 65 Jahre.